# Hunga
Hunga é um género botânico pertencente à família chrysobalanaceae.

## Espécies
Apresenta 12 espécies:
| - Hunga cordata - Hunga fusicarpa - Hunga gerontogea - Hunga guillauminii - Hunga lifouana - Hunga longifolia | - Hunga mackeeana - Hunga minutiflora - Hunga myrsinoides - Hunga novoguineensis - Hunga papuana - Hunga rhamnoides |